# 第八郡
第八郡是越南胡志明市下辖的一个郡。面积19.18平方公里，2019年总人口424000人。

## 地理
第八郡北接第五郡和第六郡，东接第七郡，东北接第四郡，西接平新郡，南接平政县。

## 历史
1976年5月20日，西贡-嘉定市革命人民委员会将第七郡并入第八郡，并重新划分下辖各坊为第一坊、第二坊、第三坊、第四坊、第五坊、第六坊、第七坊、第八坊、第九坊、第十坊、第十一坊、第十二坊、第十三坊、第十四坊、第十五坊、第十六坊、第十七坊、第十八坊、第十九坊、第二十坊、第二十一坊、第二十二坊22坊。
1976年7月2日，越南正式统一，西贡-嘉定市更名为胡志明市。第八郡随之划归胡志明市管辖。
1987年2月14日，撤销除了第一坊以外的原21坊，原第三坊部分区域和原第二坊合并为第二坊，元第三坊剩余区域和原第四坊合并为第三坊，原第五坊、原第六坊和原第七坊部分区域合并为第五坊，原第九坊更名为第六坊，原第二十二坊更名为第七坊，原第十坊更名为第八坊，原第十二坊部分区域和原第十一坊合并为第九坊，原第十二坊剩余区域和原第十三坊合并为第十坊，原第十五坊、原第十六方部分区域和原第十四坊合并为第十一坊，原第十五坊剩余区域和原第十七坊合并为第十二坊，原第十六坊剩余区域更名为第十三坊，原第十九坊部分区域和原第十八坊合并为第十四坊，原第十九坊剩余区域和原第二十坊合并为第十五坊，原第二十一坊更名为第十六坊。
2024年11月14日，越南国会常务委员会通过决议，自2025年1月1日起，第一坊、第二坊和第三坊合并为沥翁坊，第八坊、第九坊和第十坊合并为兴富坊，第十一坊、第十二坊和第十三坊合并为𥯎桧坊。

## 行政区划
第八郡下辖10坊，郡人民委员会位于第五坊。
- 第四坊（Phường 4）
- 第五坊（Phường 5）
- 第六坊（Phường 6）
- 第七坊（Phường 7）
- 第十四坊（Phường 14）
- 第十五坊（Phường 15）
- 第十六坊（Phường 16）
- 兴富坊（Phường Hưng Phú）
- 沥翁坊（Phường Rạch Ông）
- 𥯎桧坊（Phường Xóm Củi）